# Condado de Wythe
O Condado de Wythe é um dos 95 condados do estado americano de Virgínia. A sede do condado é Wytheville, e sua maior cidade é Wytheville. O condado possui uma área de 1 200 km² (dos quais 4 km² estão cobertos por água), uma população de 27 599 habitantes, e uma densidade populacional de 23 hab/km² (segundo o censo nacional de 2000). O condado foi fundado em 1790.